# KkStB 60
| kkStB 60 / SB 60 / BBÖ 60 / ČSD 334.1 / FS 604 / PKP Ti12 / JDŽ 129 und 131 / MÁV 330.3 / CFR / ÖBB 54 | kkStB 60 / SB 60 / BBÖ 60 / ČSD 334.1 / FS 604 / PKP Ti12 / JDŽ 129 und 131 / MÁV 330.3 / CFR / ÖBB 54 | kkStB 60 / SB 60 / BBÖ 60 / ČSD 334.1 / FS 604 / PKP Ti12 / JDŽ 129 und 131 / MÁV 330.3 / CFR / ÖBB 54 | kkStB 60 / SB 60 / BBÖ 60 / ČSD 334.1 / FS 604 / PKP Ti12 / JDŽ 129 und 131 / MÁV 330.3 / CFR / ÖBB 54 |
| --- | --- | --- | --- |
| kkStB 60.01                                                                                            | | | |
| Technische Daten                                                                                       | | | |
| | 60.01–297                                                                                              | 60.500–521                                                                                             | 60.800–802                                                                                             |
| Bauart                                                                                                 | 1C n2v                                                                                                 | 1C t2v                                                                                                 | 1C h2v                                                                                                 |
| Hersteller                                                                                             | Wr. Neustadt, BMMF, Floridsdorf, StEG                                                                  | Wr. Neustadt, BMMF, Floridsdorf, StEG                                                                  | Wr. Neustadt, BMMF, Floridsdorf, StEG                                                                  |
| Zylinder-Ø                                                                                             | 520/740 mm                                                                                             | 520/740 mm                                                                                             | 520/740 mm                                                                                             |
| Kolbenhub                                                                                              | 632 mm                                                                                                 | 632 mm                                                                                                 | 632 mm                                                                                                 |
| Treibrad-Ø                                                                                             | 1258 mm                                                                                                | 1258 mm                                                                                                | 1258 mm                                                                                                |
| Laufrad-Ø vorne                                                                                        | 830 mm                                                                                                 | 830 mm                                                                                                 | 830 mm                                                                                                 |
| Laufrad-Ø hinten                                                                                       | – | – | – |
| fester Radstand                                                                                        | 2900 mm                                                                                                | 2900 mm                                                                                                | 2900 mm                                                                                                |
| Gesamtradstand                                                                                         | 5500 mm                                                                                                | 5500 mm                                                                                                | 5500 mm                                                                                                |
| Gesamtradstand + Tender                                                                                | 12354 mm                                                                                               | 12354 mm                                                                                               | 12354 mm                                                                                               |
| Anzahl d. Rohre                                                                                        | 202 | 202 | 202 |
| Heizfl. d. Rohre                                                                                       | 134,7 m²                                                                                               | 110,0 m²                                                                                               | 133,4 m²                                                                                               |
| Heizfl. d. Feuerbüchse                                                                                 | 10,0 m²                                                                                                | 10,0 m²                                                                                                | 10,0 m²                                                                                                |
| Überhitzerfläche                                                                                       | – | 24,7 m²                                                                                                | – |
| Rostfl.                                                                                                | 2,70 m²                                                                                                | 2,70 m²                                                                                                | 2,70 m²                                                                                                |
| Dampfdruck                                                                                             | 13 | 13 | 13 |
| Gewicht (leer)                                                                                         | 48,3 t                                                                                                 | 47,8 t                                                                                                 | 47,8 t                                                                                                 |
| Adhäsionsgewicht                                                                                       | 53,5 t                                                                                                 | 52,0 t                                                                                                 | 52,0 t                                                                                                 |
| Dienstgewicht                                                                                          | 43,1 t                                                                                                 | 42,3 t                                                                                                 | 42,3 t                                                                                                 |
| Tender                                                                                                 | 9, 56, 156, 256, 76, 86, 88                                                                            | 9, 56, 156, 256, 76, 86, 88                                                                            | 9, 56, 156, 256, 76, 86, 88                                                                            |
| Länge                                                                                                  | 15,912 m                                                                                               | 15,912 m                                                                                               | 15,912 m                                                                                               |
| Höhe                                                                                                   | 4,554 m                                                                                                | 4,554 m                                                                                                | 4,554 m                                                                                                |
| Vmax                                                                                                   | 60 km/h                                                                                                | 60 km/h                                                                                                | 60 km/h                                                                                                |

Die Dampflokomotivreihe kkStB 60 war eine Güterzug-Schlepptenderlokomotivreihe der kkStB.

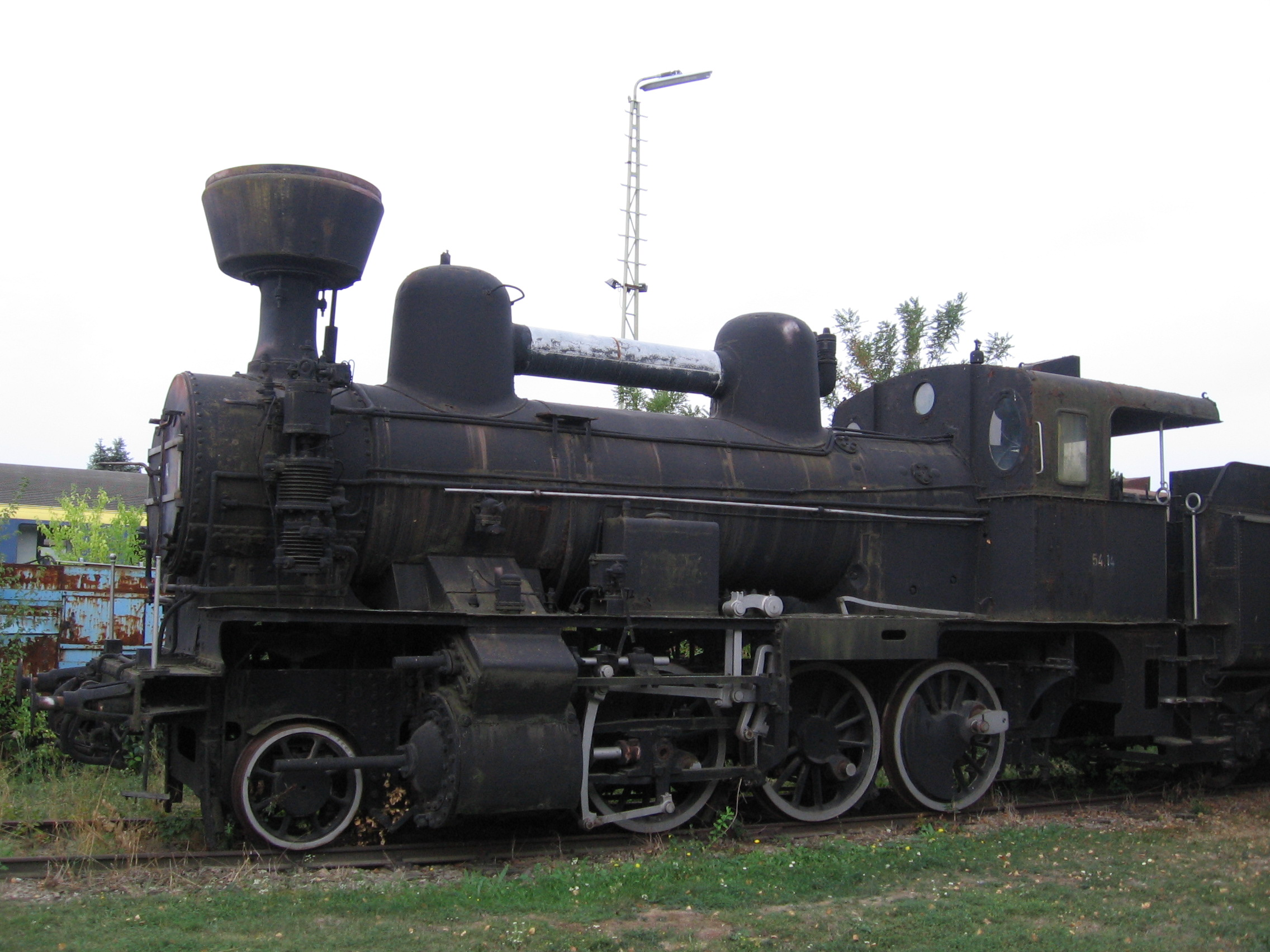
54.14 im Eisenbahnmuseum Straßhof (2017)

Die kkStB verwendete für den Güterverkehr nur laufachslose dreifach und vierfach gekuppelte Lokomotiven, die wegen des großen vorderen und hinteren Überhanges nur geringe Geschwindigkeiten erlaubten.
Karl Gölsdorf behob dieses Problem, indem er bei der Reihe 60 eine führende Laufachse einführte und den Stehkessel über der hintersten Treibachse unterbrachte.
Das bedingte eine Anhebung des Kessels, was den Maschinen ein modernes Aussehen gab.
Im Detail verwendete Gölsdorf wesentliche Teile der Reihen 59 und 30 wieder.
Die kkStB reihte von 1895 bis 1910 297 Stück der Nassdampfausführung der Reihe 60 in ihren Bestand ein.
An der Lieferung der Maschinen waren alle österreichischen Lokomotivfabriken beteiligt.
Darüber hinaus wurden 1906 bis 1908 22 Exemplare mit Clench-Dampftrockner (Reihe 60.500) und 1908 drei Stück mit Pielock-Überhitzer (Reihe 60.800) in Dienst gestellt.
Der Erfolg der Reihe 60 veranlasste die Südbahn, von 1900 bis 1914 73 Exemplare der Nassdampfausführung der Reihe 60 zu beschaffen. 1915 erhielt die k.u.k. Militärbahn Banjaluka–Dobrlin (kukMB) zwei Lokomotiven Nr. 71–72, die weitgehend der Reihe 60 entsprachen.
Die Reihe 60 wurde von allen österreichischen Lokomotivfabriken, die Südbahn-Version auch von der Maschinenfabrik der Ungarischen Staatsbahn angefertigt.
Sie war im gesamten Gebiet der Donau-Monarchie anzutreffen und wurde auch für den Personen- und Schnellzugdienst eingesetzt.
Nach dem Ersten Weltkrieg kamen Vertreterinnen der Reihe zu den ČSD als Reihe 334.1 (41 Stück), zu den PKP als Reihe Ti12, zu den FS als 604, zu den Eisenbahnen des Königreichs der Serben, Kroaten und Slowenen und später als 131 zu den JDŽ sowie zu den CFR, die ihnen keine eigene Reihennummer zuwiesen. Die Lokomotiven der kukMB wurden bei den JDŽ zur Reihe 129.
Als die Tschechoslowakei 1939 die Südslowakei an Ungarn abtrat, kamen Lokomotiven der Reihe 334.1 als Reihe 330.3 an die MÁV.
Zu den BBÖ kamen 57 Exemplare der kkStB-Maschinen sowie keine einzige der Südbahn.
Nach dem Anschluss Österreichs an das Deutsche Reich 1938 ordnete die Reichsbahn nur mehr 30 Stück als 54.001–030 ein.
Im Verlauf des Zweiten Weltkrieges kamen auch ehemalige 60er von den PKP und den JDŽ (Südbahn-60er) zur DR.
Nach dem Zweiten Weltkrieg blieben den ÖBB noch 20 Exemplare als Reihe 54, die bis 1963 ausgemustert wurden.
Die 54.14 als letztes Exemplar bekam das Österreichische Eisenbahnmuseum, sie ist im Eisenbahnmuseum Straßhof untergebracht.